# Millérisme
«  Millérites » et «  Millerites » redirigent ici. Pour le minéral, voir Millérite.
Le Millérisme est un mouvement religieux issu du message de William Miller, qui prédisait en particulier le retour du Christ pour 1844. Après la « grande déception » (grand désappointement), ce courant continua d'avoir une certaine importance. La plupart des millérites deviendront adventistes.
Les Étudiants de la Bible, qui deviendront plus tard les Témoins de Jéhovah, ont été grandement influencés par eux. Charles Russell, le fondateur des Étudiants de la Bible, doit une grande partie de sa doctrine à des adventistes indépendants comme Jonas Wendell, Georges Storrs et Nelson Barbour.